# Smicropus eucyrta
Smicropus eucyrta là một loài bướm đêm trong họ Geometridae.